# Хан (река, впадает в Южно-Китайской море)
Хан (вьет. Hàn) — река в Дананге, Вьетнам. Начинается в месте слияния рек Камле и Дотоа (или Коман, вьет. Cổ Mân), впадает в залив Дананг Южно-Китайского моря. Её длина составляет 7,8 км, ширина — от 300 до 700 м, средняя глубина — 7-10 м.
Имя реки происходит не от названия ближайшей деревни, что характерно для этих мест, а от названия находившегося здесь порта. На карте времен Ле Тхань-тонга есть название «Хан Мон» (кит. 瀚門), происходящее от слов «большой» и «ворота», и обозначающее крупный морской порт.
Пресная вода, приносимая реками, смешивается в реке Хан с солёной водой из моря. Солёность воды в реке изменяется в зависимости от времени года, и, соответственно, количества осадков.
Река имеет большое значение и как часть ландшафта города, делающая его более привлекательным, и как исторический объект.
Река Хан отделяет район Хайтяу от районов Шонча и Нгуханьшон. Через реку проложены мосты Тхуан Фыок, Мост через реку Хан, Дракон, Нгуен Ван Чоя (пешеходный), Чан Тхи Ли и Тьен Шон; ведётся подготовка к постройке тоннеля.